# Jules Feiffer
Jules Ralph Feiffer, född 26 januari 1929 i Bronx i New York, död 17 januari 2025 i Richfield Springs i Otsego County, New York, var en amerikansk serietecknare, mest känd för sin långvariga tecknade serie med titeln Feiffer. År 1986 vann han Pulitzerpriset för sina kåserande serieteckningar i The Village Voice. Med enkla, slagkraftiga teckningar och pratbubblor av serietyp ironiserade han över vår tids samhälle och avslöjade många av våra fördomar.

## Biografi
Uppvuxen i Bronx tog Feiffer examen vid James Monroe High School 1947. Han intresserade sig redan i tidiga år för serieteckning och vann medalj i en teckningstävling för en kritteckning av radiohjälten Tom Mix.
Vid 16 års ålder började han som assistent åt författaren-tecknaren Will Eisner vars serie Spirit publicerades i söndagstidningarnas seriebilagor. Redan som 18-åring fick han göra sin egen första seriestripp, Clifford, som sedan trycktes i sex tidningar åren 1949–1951.
Feiffers serier gick i 42 år i The Village Voice, först under titeln Sick sick sick, sedan som Feiffers fabler och till sist enbart Feiffer. Hans tecknade serier och illustrationer har också dykt upp i Los Angeles Times, The New Yorker, Esquire, Playboy och The Nation. Han fick i uppdrag 1997 av The New York Times att skapa sin första debatterande tecknade serie, som löpte månatligt fram till 2000.
Feiffer har också gett ut sina serier i bokform och skrivit flera romaner, varav flera i grafisk form och illustrerat andra författares böcker. I samarbete med Walt Disney Company och författaren Andrew Lippa har han bland annat medverkat till anpassa dennes bok The Man in the Ceiling till en musikal. Han även medverkat i tillkomsten av teater och filmer.

### Undervisning
Feiffer är adjungerad professor vid Stony Brook Southampton. Tidigare undervisade han vid Yale School of Drama och Northwestern University. Han har varit veteran vid Columbia University National Arts Journalism Program. I juni-augusti 2009 var Feiffer "Montgomery Fellow" vid Dartmouth College, där han undervisade på en kurs om grafisk humor under 1900-talet.

## Utmärkelser
År 1961 mottog han en George Polk Award för sina teckningar, och han vann 1961 en Oscar för bästa animerade kortfilm för filmen Munro. År 1969 och 1970 vann hans pjäser Little Murders och The White House Murder Case Obie and Outer Circle Critics Awards. För sina politiska karikatyrer gick Pulitzerpriset till Feiffer 1986.
Han valdes 1995 in i American Academy of Arts and Letters. År 2004 blev han invald i Comic Book Hall of Fame och samma år fick han National Cartoonists Society's Milton Caniff Lifetime Achievement Award. Han mottog Creativity Foundation's Laureate år 2006. Han vann också en Lifetime Achievement Award från Writers Guild of America.